# Плевна (Галац)
Плевна (рум. Plevna) насеље је у Румунији у округу Галац у општини Редиу. Oпштина се налази на надморској висини од 106 m.

## Становништво
Према подацима из 2002. године у насељу је живело 648 становника, од којих су сви румунске националности.